# Jürgen Heyde
Jürgen Heyde (* 1965 in Wolfhagen) ist ein deutscher Historiker.

## Leben
Jürgen Heyde studierte osteuropäische Geschichte, Slavistik und mittlere Geschichte in Gießen, Mainz, Warschau und Berlin. Von 1991 bis 1997 war er Stipendiat der Studienstiftung des deutschen Volkes. Nach der Promotion 1998 an der FU Berlin (Betreuer: Klaus Zernack) war er von 1998 bis 2003 wissenschaftlicher Mitarbeiter am Deutschen Historischen Institut Warschau. Von 2003 bis 2009 war er wissenschaftlicher Mitarbeiter am Institut für Geschichte der Martin-Luther-Universität Halle-Wittenberg (MLU, Lehrstuhl Michael G. Müller). Nach der Habilitation im Dezember 2009 war er von 2010 bis 2013 wissenschaftlicher Mitarbeiter am Institut für Geschichte der MLU (DFG-Projekt – „Eigene Stelle“: Der „Ghetto“-Begriff in der polnisch-jüdischen Historiographie und Publizistik 1868–1918. Eine begriffs- und kommunikationsgeschichtliche Untersuchung). Von 2014 bis 2019 war er wissenschaftlicher Mitarbeiter am Leibniz-Institut für Geschichte und Kultur des östlichen Europa. Von 2015 bis 2019 hatte er ein DFG-Projekt – „Eigene Stelle“: Ethnische Gruppenbildung in der Vormoderne. Interkulturalität und Transkulturalität am Beispiel der Armenier im östlichen Europa. Im März 2016 wurde er zum außerplanmäßigen Professor der MLU ernannt.
Seine Forschungsschwerpunkte sind ethnische Beziehungen im östlichen Europa im Mittelalter und Früher Neuzeit, Geschichte Polens und der polnisch-jüdischen Beziehungen vom Mittelalter bis ins frühe 20. Jahrhundert und Geschichte Nordosteuropas in der Frühen Neuzeit.

## Mitgliedschaften
- Baltische Historische Kommission[1]

## Schriften (Auswahl)
- Bauer, Gutshof und Königsmacht. Die estnischen Bauern in Livland unter polnischer und schwedischer Herrschaft 1561–1650 (= Quellen und Studien zur baltischen Geschichte. 16). Böhlau, Köln u. a. 2000, ISBN 3-412-12499-0 (Zugleich: Berlin, Freie Universität, Dissertation, 1997/1998).
- Geschichte Polens (= Beck’sche Reihe. C.-H.-Beck-Wissen. 2385). Beck, München 2006, ISBN 3-406-50885-5.
- Transkulturelle Kommunikation und Verflechtung. Die jüdischen Wirtschaftseliten in Polen vom 14. bis zum 16. Jahrhundert (= Deutsches Historisches Institut Warschau. Quellen und Studien. 29). Harrassowitz, Wiesbaden 2014, ISBN 978-3-447-10311-4 (Zugleich: Halle-Wittenberg, Martin-Luther-Universität, Habilitations-Schrift, 2009/2010).
- „Das neue Ghetto“?  Raum, Wissen und jüdische Identität im langen 19. Jahrhundert (= Hamburger Beiträge zur Geschichte der deutschen Juden. 52). Wallstein, Göttingen 2019, ISBN 978-3-8353-3519-6.